# Сатосі Фурукава
Сатосі Фурукава  (яп. 古川 聡 Фурукава Сатосі, народ. 4 квітня 1964, Йокогама)  — японський хірург, космонавт JAXA.

## Біографія
Фурукава народився в місті Йокогама, префектура Канагава. У 1983 році він закінчив школу Ейко у місті Камакура. У 1989 році отримав в Токійському університеті докторський ступінь з медицини, а в 2000 році — вчений ступінь PhD в галузі медичних наук. З 1989 по 1999 рік він працював на факультеті хірургії Токійського університету, а також у відділенні анестезіології лікарні токійських залізниць, відділенні хірургії лікарень префектури Ібаракі і станції Сакурагаока. Фурукава одружений і має двох дітей.

## Космічна підготовка
У лютому 1999 року він увійшов до числа трьох кандидатів від Японії для польоту на МКС. Тренування почалися в квітні 1999 року, а в січні 2001 року Фурукава був визнаний придатним до космічного польоту. З квітня 2001 року він бере участь у поглиблених тренуваннях і в роботі з підтримки працездатності модуля «Кібо». У травні 2004 року він завершив підготовку на першого бортінженера корабля Союз-ТМА, яка проходила в ЦПК в Зоряному містечку. У червні 2004 року Фурукава прибув в Космічний центр імені Ліндона Джонсона, де до лютого 2006 року завершив підготовку за програмою НАСА.

### Польоти в космос
- Перший політ. 7 червня 2011 року Фурукава, а також Сергій Волков і Майкл Фоссум, вирушили в космос на кораблі Союз ТМА-02М з космодрому Байконур в рамках місій МКС-28 і МКС-29[2]. 22 листопада корабель повернув екіпаж на Землю[3].
- Другий політ. Розпочався 26 серпня 2023 року на кораблі SpaceX Crew-7. Запланована робота у складі МКС-69-70.